# Toscano Originale Selected
Il Toscano Originale Selected è un tipo di sigaro Toscano realizzato a mano presso la manifattura di Lucca (Toscana). Il termine selected denota che il sigaro è una selezione, tra i sigari Toscano Originale, scelta tra quelli che posseggono qualità più elevata per forma, colore, odore e gusto.

## Caratteristiche
Caratteristiche distintive del Toscano Originale Selected:
- Manifattura di produzione: Lucca
- Tempo di maturazione e stagionatura: 12 mesi
- Fascia: Kentucky nordamericano
- Ripieno: tabacco nazionale più i ritagli della fascia
- Aspetto: marrone scuro
- Fabbricazione: a mano
- Lunghezza: 170 mm +/- 0,5
- Diametro pancia: 16,5 mm
- Diametro punte: 10 mm +/- 0,5
- Volume: 23,9 ml
- Peso: circa 8,7 g (variabile)
- Densità: 0,364 g/ml
- Anno di uscita: 1998
- Disponibilità: in produzione
- Fascetta: fondo e bottone nocciola con giglio fiorentino e scritta Originale Selected in oro.